# Raja'a Alem
Raja'a Alem رجاء عالم (Mecca, 1970) è una scrittrice saudita.

## Biografia
Raja'a Alem è nata nel 1970 a La Mecca, dove è cresciuta. Proviene da una famiglia di giudici, la madre è di origine russa.
Ha pubblicato i suoi scritti per la prima volta sul quotidiano saudita Riyadh newspaper. Nel 1983 si è laureata in lingua e letteratura inglese presso l'Università King Abdulaziz a Jeddah, in Arabia Saudita. Sempre in questa città ha lavorato come tutor nel Centro di insegnamento per maestri d'asilo.
Nel 1991 pubblica Arba'a sifr, ma è con il romanzo Tariq al-harir (1995) che acquista la notorietà. È un'autrice prolifica: ha scritto dieci romanzi, cinque opere teatrali, una biografia e numerosi racconti, per adulti e per bambini.
La sua scrittura è stata influenzata profondamente dai lavori di grandi autori Sufi: Al-Nafari, Rumi e Ibn Arabi, Al Suhrawardi e Al Hallaj, ma anche da opere come Il libro degli animali di Al Jahiz o la cosmografia Meraviglie del Creato e le Strane cose esistenti di Al-Qazvini.
Nei suoi primi romanzi lo stile è complesso, usa l'arabo tradizionale, recupera materiale, miti e racconti, dalla storia della regione saudita Hejaz. Con i romanzi Khatim (2001) e Sitr (2005), il suo stile diventa più accessibile.
Nel 2011, accompagnata dalla sorella Shadia, Raja'a Alem è stata la prima rappresentante dell'Arabia Saudita alla 54ª edizione della Biennale di Venezia. Il progetto presentato, The black arch, è un'opera d'arte che rappresenta il viaggio come mezzo per avvicinare culture diverse, ma anche come itinerario interiore, alla scoperta di sé stessi. L'opera mette in evidenza il legame tra Occidente e Oriente: entrambe le città accolgono ogni anno milioni di persone, pellegrini o amanti dell'arte, provenienti da ogni parte del mondo; Marco Polo e l'arabo Ibn Battuta, con i loro lunghi viaggi si sono entrambi spinti verso est. Il progetto The black arch consta di vari elementi: il cubo nero posto al centro rappresenta La Mecca, circondata dai ciottoli di Muzdalifah; un audio registrato trasmette il trambusto del suq e dei vicoli della città santa; l'arco nero è una grande specchio circolare che simboleggia una porta proibita, dietro la quale ci sono mondi e città sconosciuti, ma che non si può attraversare senza prima aver esplorato il mondo interiore. Il colore nero è quello della Ka'ba e dell'abaya, elementi che hanno caratterizzato l'infanzia delle due sorelle.
Nello stesso anno dell'esposizione alla Biennale di Venezia, i ministri della cultura dei paesi del Golfo hanno conferito a Raja'a Alem la medaglia della creatività del Golfo.
La scrittrice divide la sua vita tra Jeddah e Parigi, dove ha preso residenza.

## Opere
La città della Mecca occupa un posto di rilievo in quasi tutti i suoi romanzi. Lo scopo della scrittrice saudita è quello di cambiare la visione stereotipata della città sacra per i musulmani, anche trattando degli argomenti sociali molto delicati, come il sesso e la corruzione, operante specialmente nel settore edilizio. Afferma:
(Raja Alem, 2011)
Non ha mai pubblicato i suoi lavori in Arabia Saudita, ma sin dal suo primo romanzo, nel 1987, si è rivolta a una casa editrice di Beirut, non per sfuggire alla censura ma per garantire una migliore diffusione internazionale delle sue opere. I suoi libri sono considerati "sospetti" nel suo paese:
(Raja Alem, 2014)
Il romanzo Khatem, una bambina d'Arabia (2001) ha suscitato reazioni controverse perché tratta argomenti tabù relativi a una realtà nascosta, ma ben presente nella città sacra. La protagonista, che dà il nome al libro, è una ragazzina costretta a convivere con la sua natura di ermafrodita. La vicenda è ambientata nella Mecca dei primi del '900, e il mondo sommerso è costituito dalla presenza di case di piacere frequentate dagli uomini, nelle quali è possibile ascoltare musica, consumare rapporti sessuali, fumare l'oppio.
Fatma è il primo romanzo in inglese, scritto in collaborazione con Tom McDonough, nel quale la scrittrice unisce il misticismo pagano con le antiche tradizioni islamiche per raccontare la storia di una giovane ragazza costretta a sposare un incantatore di serpenti. Dopo essere stata morsa, la protagonista subisce una metamorfosi fisica e spirituale.
Alem è stata la prima scrittrice a vincere l'International prize for Arabic fiction con il romanzo Il collare della colomba (Tawq al-hamam). In questo libro descrive la "vita segreta" della città santa della Mecca presentando un mondo di criminalità, prostituzione e sfruttamento dei lavoratori stranieri da parte di un gruppo di imprenditori intenzionati a distruggere le aree storiche della città. La storia prende avvio con il ritrovamente del cadavere nudo di una ragazza, assassinata in una strada della Mecca. Responsabile dell'inchiesta è l'ispettore Nasser, che per identificare la vittima si imbatte nella vita tormentata di due ragazze scomparse, Aisha e Azza. Aisha, istruttrice ripudiata dal marito, intratteneva una corrispondenza amorosa con un medico tedesco, Azza era una giovane studentessa di storia amante dell'architettura della Mecca. Questo avvenimento fa emergere dei segreti scomodi della famiglia, una storia di amore proibito, ma anche di corruzione e cattiva amministrazione della città e del suo patrimonio architettonico e religioso, divenuto preda delle società immobiliari.
I personaggi femminili sono molto importanti nei romanzi di Raja'a Alem, che cerca di dare voce alle donne dell'Arabia Saudita, dimostrando come esse costituiscano una parte attiva della società:
(Raja Alem, 2011)
Nonostante le limitazioni alle quali le donne saudite sono sottoposte, come indossare il velo per uscire di casa, Alem sente che il suo paese sta cambiando:
(Raja Alem, 2011)
Aggiunge:
(Raja Alem, 2014)
La sua nascita alla Mecca e il suo contesto familiare hanno fortemente influenzato il suo lavoro e il suo modo di pensare. Sulla sua relazione con la riformata e rinnovata città di Mecca, ha scritto:
(Raja Alem, 2008)
Scrivere in inglese è stata una decisione significativa per Alem.
(Raja Alem, 2008)
Aggiunge inoltre:
(Raja Alem, 2008)

### Elenco delle opere
- Arbaʻa ṣifr (in inglese: Four/zero) Ǧudda : al-Nādī al-Adabī al-T̲aqāfī, 1987, OCLC 776358298
- Al-maut al-akhir ili-mumaththil (The final death of the actor) Beirut: Dar al-adab 1987
- Masra ya raqib (Happy, o censor) Beirut and Casablanca Arab Cultural Center, 1997
- Sidi Wahdanah (My thousand and one nights) Beirut and Casablanca Arab Cultural Center, 1998
- ستر Sitr, Al-Markaz ath-Thaqafi al-Arabi, Beirut, Libanon 2004, OCLC 822666398
- Fatma, a novel of Arabia, Syracuse University Press, Syracuse, New York, 2003. Scritto con Tom McDonough
- ثقوب في الظهر Thouqoub fi el-dahr (in inglese: Holes in the black) Beyrouth: Dar al Adab, 2006. OCLC 822666376
- الرقص على سن الشوكة Al-raqs ala sinn al-shouka (in inglese: Dancing on the tip of the thorn), Beyrouth: Dar al Adab, 2006. OCLC 822652972
- طريق الحرير ariq al-harir (in inglese: The silk road) Beyrouth : Dar al Adab, 2006. OCLC 822666564
- خاتم Khatim, Beyrouth, Dar al-bayda, 2006. OCLC 822666506
- طوق الحمام : رواية Tawq al-ḥamām (in inglese The dove's necklace), Bayrūt : al-Markaz al-Thaqāfī al-ʻArabī, 2012

## Opere tradotte in italiano
- Il collare della colomba, Venezia, Marsilio, 2014. ISBN 978-88-317-1739-7
- Kathem, una bambina d'Arabia, Roma, Atmosphere libri, 2016, ISBN 978-88-6564-196-5

## Premi
Ha ricevuto prestigiosi premi internazionali: 
- 1991: Ibn Tufayl Prize of the spanih-arabic cultural centre in Madrid
- 2005: Arabic women's creative writing prize conferito dall'UNESCO
- 2008: Lebanese Literary Club Prize in Paris
- 2011: International Prize for Arabic Fiction for her novel The dove's necklace[10] che ha condiviso con lo scrittore marocchino Mohammed Achaari